# Anna van Veldenz (1390-1439)
Anna van Veldenz (1390 - Wachenheim, 18 november 1439) was de enige dochter van graaf Frederik III van Veldenz en Margaretha van Nassau-Saarbrücken. 

## De erfdochter
Anna was, als enige dochter van graaf Frederik III van Veldenz, de erfgename van het graafschap Veldenz. In 1410 trouwde ze met Stefan, een zoon van Rooms-koning en keurvorst Ruprecht van de Palts. Toen Ruprecht in 1410 stierf, erfde Stefan een aantal gebieden aan de westelijke rand van de Palts als zelfstandig vorstendom: Palts-Simmern-Zweibrücken. Anna's vader Frederik III en Stefan werkten nauw samen bij het bestuur van hun gebieden.
Naast erfgename van Veldenz had Anna ook uitzicht op de erfenis van het graafschap Sponheim, waarvan de laatste graaf kinderloos was. Ook de markgraaf van Baden had echter recht op de helft van het graafschap. Met de dood van de laatste graaf van Sponheim in 1437 trad de erfenis in werking. Anna zelf stierf twee jaar later, in 1439. Toen ook haar vader in 1444 overleed kwamen zowel het graafschap Veldenz als een deel van het graafschap Sponheim aan Stefan toe. Stefan besloot vervolgens om zijn gebieden onder zijn twee wereldlijk gebleven zoons te verdelen. Na Stefans dood in 1459 werd de deling uitgevoerd. Frederik I kreeg Simmern en Sponheim terwijl Lodewijk I Zweibrücken en Veldenz kreeg.
Via Anna werd ook het wapen van Veldenz, een blauwe leeuw op een wit veld, opgenomen in het wapen van de Palts.

## Huwelijk en kinderen
Anna huwde in 1409 met Stefan van Palts-Simmern-Zweibrücken. Het paar kreeg de volgende kinderen:
- Anna (1413-?), gehuwd in 1435 met Vincent, graaf van Meurs en Saarwerden (?-1499)
- Margaretha (1416-1426)
- Frederik I van Palts-Simmern (1417-1480)
- Ruprecht, bisschop van Straatsburg (1420-1478)
- Stefan, domproost van Keulen, Spiers, Mainz en Luik (1421-1485)
- Lodewijk I van Palts-Zweibrücken (1424-1489)
- Johan, aartsbisschop van Maagdenburg (1429-1475).